# Dear J
Dear J é o single solo de estréia lançado por Tomomi Itano. Ele foi lançado em quatro versões: três edições de DVD+CD normal e um teatro limitado CD-única edição. Primeiras prensagens das edições regulares veio com uma foto e um cartão de pedido de ingressos para um evento de comemoração de estreia, enquanto todas as edições do teatro veio com um bilhete do evento aperto de mão e uma foto.

## Desempenho comercial
A faixa título foi usada como uma canção CM Samantha Thavasa. A segunda faixa da edição de teatro, "Tsundere", é da equipe de um quinto estágio. O original foi cantada por Itano, Rie Kitahara, e Sato Amina, enquanto a versão "Dear J" foi cantada por Itano e os membros do AKB48 unidade Natto Anjos Z. Itano era um membro da sua unidade original, Natto Anjos. O single atingiu o #2 na Oricon semanal e ficou durante 24 semanas.
| País  | Tabela (2011) | Melhor posição |
| ----- | ------------- | -------------- |
| Japão | Oricon        | 2              |